# Schlacht an der Alten Veste
Frankfurt – Magdeburg – Werben – Breitenfeld – Bamberg – Rain – Wiesloch – Alte Veste – Lützen – Hessisch Oldendorf – Steinau – Liegnitz – Regensburg – Nördlingen

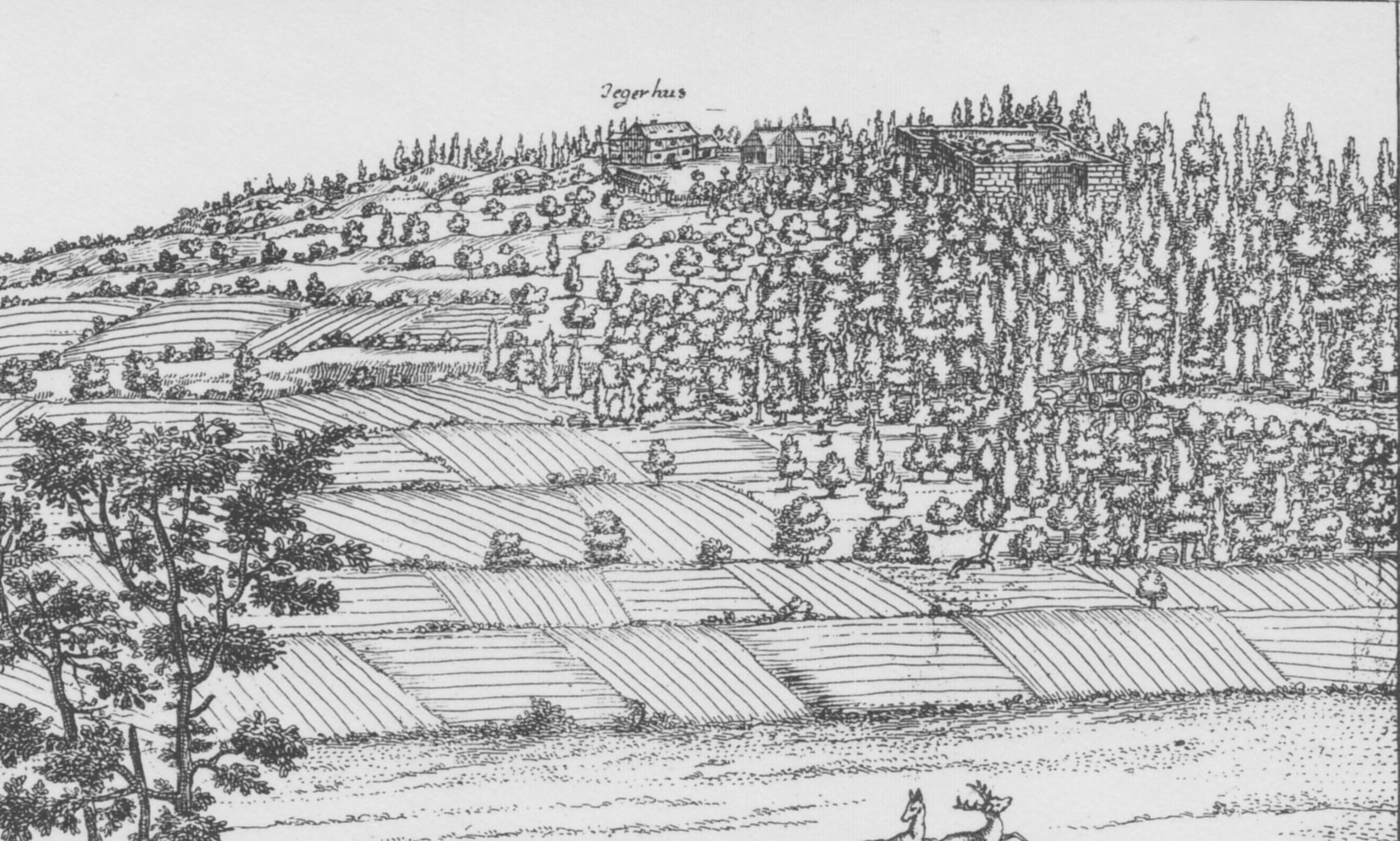
Die Alte Veste im Jahre 1705, die Burgruine rechts oben. Die Rodung des Berghangs durch Wallenstein ist noch immer nicht ganz zugewachsen. Der Versuch der Erstürmung (ausgehend in etwa vom Blickpunkt des Betrachters aus) brachte Gustav Adolf hohe Verluste. Kupferstich von Johann Alexander Boener (Ausschnitt).

In der Schlacht an der Alten Veste (auch Schlacht bei Fürth, Schlacht bei Zirndorf oder Schlacht bei Nürnberg) trafen Anfang September 1632 im Dreißigjährigen Krieg der kaiserliche Feldherr Albrecht von Wallenstein und ein schwedisches Heer unter Gustav Adolf aufeinander, ohne dass einer Seite ein entscheidender Sieg gelang.

## Vorgeschichte
Die protestantischen Heere, geführt von Christian IV. und Ernst von Mansfeld, erlitten 1626 vernichtende Niederlagen, die protestantische Sache schien verloren.
Gustav II. Adolf von Schweden sah jedoch nach dem Ausscheiden Dänemarks die Chance gekommen, seine hegemonialen Ansprüche in Nordosteuropa durchzusetzen. Der „Löwe aus Mitternacht“ landete mit einer relativ kleinen Armee von 13.000 Mann am 6. Juli 1630 auf Usedom, zog von Sieg zu Sieg und schlug vor allem am 17. September 1631 Tilly in der Schlacht bei Breitenfeld (nördlich von Leipzig): „Glaubensfreiheit für die Welt, rettete bei Breitenfeld – Gustav Adolf, Christ und Held.“
Gustav Adolf drang in der Folgezeit immer weiter in den Süden des Heiligen Römischen Reiches vor. Tilly, noch am 27. März 1632 in Erlangen, wich zunächst aus.

## Gustav Adolf in Nürnberg und Fürth
Die Reichsstadt Nürnberg befand sich zu Beginn des Dreißigjährigen Krieges auf einer Gratwanderung zwischen einer traditionell kaisertreuen Politik und der Zugehörigkeit zur evangelischen Religionspartei. 1619 bis 1631 kam Nürnberg in den kaiserlichen Machtbereich, schloss sich aber – angeblich unter Zwang – am 2. November 1631 politisch und später am 31. März 1632 auch militärisch dem Schwedenkönig an. Im März 1632 lagerte Gustav Adolf erstmals auf der Hardhöhe bei Fürth, um am 31. März in Nürnberg einzuziehen. Von dort aus brach er mit dem Heer auf und besiegte am 14./15. April nach der Schlacht bei Breitenfeld (1631) erneut die zahlenmäßig überlegene Armee Tillys in der Schlacht bei Rain am Lech. Tilly wurde im Laufe der Schlacht von einer Falkonettkugel so schwer in den rechten Oberschenkel getroffen, dass er am 30. April in Ingolstadt seinen Verletzungen erlag.

Nach seinem Sieg begann Gustav Adolf seinen Zug nach Bayern. Er verzichtete darauf, die stark geschützte Festung Ingolstadt anzugreifen und die von bayerischen Truppen besetzte Stadt Regensburg zu erobern. Stattdessen zog er im Mai 1632 in die ungeschützte Stadt München ein, woraufhin man am Hof des Kaisers in Wien nun eine Bedrohung Österreichs fürchtete.
Angesichts der schwedischen Erfolge hatte Kaiser Ferdinand II. den 1630 entlassenen Wallenstein (eigentlich: Albrecht Wenzel Eusebius von Waldstein) im Dezember 1631 reaktiviert, um den drohenden Vormarsch der Schweden nach Österreich zu verhindern. Der strategisch versierte Wallenstein verzichtete auf militärische Maßnahmen, sondern setzte das schwedische Heer dadurch unter Druck, dass er im Rücken der Schweden den für sie wichtigen Versorgungs-Stützpunkt Nürnberg durch den Aufbau eines Heerlagers bedrohte. Damit gefährdete er nicht nur die Rückzugswege von Gustav Adolf und die Versorgung der schwedischen Truppen, sondern auch die Verbindung nach Sachsen, dem Verbündeten der Schweden. Gustav Adolf erkannte die Gefahr, wandte sich auf die Bedrohung hin mit seinem Heer wieder nach Norden und zog mit Teilen seiner Armee (etwa 18.000 Mann) von Altbayern zunächst nach Fürth. Die Truppen nahmen Unterkunft auf „freiem Feld“, wohl wiederum auf der Hardhöhe, und Gustav Adolf logierte vom 17. bis 19. Juni 1632 im Fürther Pfarrhaus am Kirchenplatz (zumindest sind die Unterhaltslieferungen aus Nürnberg dorthin adressiert). Um eine Vereinigung der heranziehenden bayerischen Armee mit Wallensteins Truppen zu verhindern, zog Gustav Adolf über Nürnberg nach Vilseck. Die Vereinigung der beiden Armeen gelang trotzdem, brachte aber keinen militärischen Vorteil, weil die Soldaten der bayerischen Armee so geschwächt waren, dass viele von ihnen starben. Am 3. Juli war Gustav Adolf wieder in Nürnberg. Sein Heer nahm Lager im Südwesten außerhalb von Nürnberg und Gustav Adolf ließ den Befestigungsgürtel der Stadt ausbauen.

## Wallensteins Lager
Wallenstein war am 4. Juni 1632 in Prag aufgebrochen. Auf dem Weg nach Neustadt an der Waldnaab vereinigte er sich mit der kurbayerischen Armee, erreichte am 17. Juli die heutige Stadtgrenze von Fürth und ließ im Gebiet des heutigen Naturschutzgebietes am Hainberg sowie der Landkreisstädte Zirndorf, Oberasbach und Stein (dort bis zum Ortsteil Unterweihersbuch) ein riesiges Lager aufbauen.
Die 16 Kilometer umfassende Festungslandschaft mit Forts, Redouten und Batteriestellungen, die Wallenstein anlegen ließ, war gewaltig: An die 13.000 Bäume für ca. 40.000 Pfähle und 24.000 Querstangen wurden gefällt, Erdhütten (für die
Infanterie) und Holzhäuser (für die Kavallerie) gebaut, und Unmengen an Erde für die Schanzen aufgeschüttet.
Mit einer Schanzlinie von rund 16 Kilometern entsprach dies etwa 64.000 Kubikmetern Aushub und nach heutigen Verhältnissen 21.000 Lastwagenfahrten.
Darin kampierten 31.000 Infanteristen, 12.000 Reiter und ein Tross unbekannter Größe, insgesamt aber wohl um die 60.000 Menschen, sowie (anfänglich) 15.000 Pferde 70 Tage lang. Dies war das größte Feldlager der Weltgeschichte.
Die hygienischen Verhältnisse im Lager waren denkbar schlecht: Es herrschte Mangel an Wasser, hinzu kam eine Rattenplage und Schwärme von Fliegen aus den offenen Latrinen übertrugen die Rote Ruhr auf die Lagerbewohner.
Wallenstein erkannte, dass es trotz seiner zahlenmäßigen Überlegenheit nicht ratsam war, Gustav Adolf in seinen „fortificationen“ um Nürnberg anzugreifen, die zudem beträchtlich verstärkt wurden. Es gelang ihm jedoch, einen Blockadering um Gustav Adolfs Armee zu legen, so dass jener in Versorgungsschwierigkeiten geriet. Der bisher unbesiegte König war für sechs Wochen festgesetzt und zur Tatenlosigkeit verdammt.

## Wallensteins Strategie
Das Duell zwischen den beiden prägenden Feldherren dieser Zeit wurde oft als ein Meisterwerk der defensiven Kriegführung Wallensteins bezeichnet. „Ich will dem König von Schweden eine neue Art, Krieg zu führen, zeigen“, nahm sich der kaiserliche Defensivstratege vor. Wallenstein kontrollierte die wichtigsten Punkte (Städte und Festungen) rund um Nürnberg, schloss die schwedische Armee ein und versuchte, alle Versorgungslinien für Gustav Adolf zu kappen.
Sein Ziel war, die Reichsstadt Nürnberg auszuhungern und den König zur Kapitulation zu zwingen.
Der König hingegen wollte die kaiserliche und bayerische Armee zu einer Entscheidungsschlacht stellen. Doch diese ließ sich Wallenstein nicht aufzwingen und führte stattdessen einen wochenlangen Abnutzungs- und Zermürbungskrieg. Um den Gegner die Versorgung zu erschweren, ließ der Generalissimus alle Mühlen in der Umgebung abbrennen.
Während der in seinem Lager verschanzte Wallenstein den König über Wochen band, beorderte er seinen General Gallas nach Franken, um den schwedischen Feldmarschall Johan Banér bei seinem Anmarsch zu stören. Sowohl die Verstärkung als auch die Versorgung der Schweden wurden empfindlich gestört. Die leichte Kavallerie Isolanis der Kroaten und Polen attackierte ständig die schwedischen Belagerungstruppen.
Dabei gelang es dem kaiserlichen Generalissimus, seine Versorgungskorridore in die habsburgischen Erblande und nach Böhmen sowie zur Donau offen zu halten. Dennoch bekam auch das kaiserliche Heer logistische Probleme. Die Schweden hatten zumindest zeitweilig Erfolg. Mit der Plünderung und Zerstörung der kaiserlichen Versorgungsbasis in Freystadt durch Georg Christoph von Taupadel gelang den Schweden ein für die kaiserliche Seite empfindlicher Schlag. Es fehlte den Kaiserlichen im Laufe der Kampfhandlungen vor allem an Fuhrwerken und Pferden, die in großer Zahl zugrunde gingen. Im Lager drohten Seuchen. Wallenstein musste sowohl beim Kaiser als auch bei Maximilian von Bayern um Unterstützung bitten.
Immer bedenklicher wurde auch die Situation des schwedischen Heeres. Es wurde zunehmend schwierig für Nürnberg das Heer auf längere Zeit mit Lebensmitteln zu versorgen, nachdem schon im Juli in der Stadt großer Mangel eingetreten war. Es war keine kleine Aufgabe, für das schwedische Lager täglich 30.000 Pfund Brot backen zu lassen.
Aber auch Wallensteins Armee bekam Probleme. Trotz Einsatz von über hundert Transportfahrzeugen war es nicht möglich, die im Lager lebenden Menschen täglich mit Brot zu versorgen, das aus Regensburg, Roth und Schwabach herangeführt werden musste. Eine Pferdeseuche und Mangel an Kraftfutter, die auch bei den Schweden fast 10.000 Reit- und Zugpferden den Tod gebracht hatten, führten zum Zusammenbruch seines Nachschubs und schwächte die Schlagkraft seiner Truppen empfindlich.
Bei seinem Abzug musste er über tausend Wagen aus Mangel an Zugtieren im Lager zurücklassen.

## Entsatz für Gustav Adolf
Erste Hilfsheere für den zahlenmäßig unterlegenen Schwedenkönig stießen am 21. August gegen Fürth vor, wo derweilen eine kleinere Abteilung kaiserlicher Soldaten lag. Nach einem zweistündigen Vorpostengefecht in der Gegend zwischen Vach und Fürth zogen sich die Kaiserlichen in Wallensteins Lager zurück, die schwedische Hilfsarmee marschierte durch Fürth zum Lager von Gustav Adolf. Vor allem gelang der schwedischen Entsatzarmee von Reichskanzler Axel Oxenstierna am 27. August mit 24.000 Mann ein Durchbruch und er stieß daraufhin über Bruck bei Erlangen zum schwedischen König. Dabei berichtete Oxenstierna von „einem kleinen Flecken namens Fürtt… mit einer kleinen Befestigung“, was insofern interessant ist, als von Befestigungen Fürths ansonsten nichts bekannt ist.

## Schwedischer Angriff im Bereich Nürnberg/Gebersdorf
König Gustav Adolf bot Wallenstein nach dem Eintreffen der Entsatzheere am 31. August 1632 die große Feldschlacht auf dem Gelände links und rechts der heutigen Rothenburger Straße an, doch Wallenstein ließ sich darauf nicht ein.
Herzog Wilhelm von Weimar, zu dieser Zeit Generalleutnant, kommandierte die Armee, Bernhard von Weimar die Reiterei, General Baner hatte das Kommando über die Infanterie, und Oberst Lennart Torstenson befehligte die Artillerie, während andere Kavallerie angewiesen wurde, sich beim König, der den Oberbefehl hatte, zur Verfügung zu halten. Ebenso der Schwede Graf Nelen, damals Generalmajor der Infanterie, der deutsche Generalmajor Boëtius und Sir John Hepburn. Hepburn hatte das Kommando seiner Brigade niedergelegt, doch hielt er sich weiter bei Gustav Adolf auf. Generalmajor Rostein war als Stallmeister auch in der Nähe S. M., während Generalmajor Streiff neben Herzog Bernhard die Reiterei befehligte.
Am Folgetag ließ Gustav Adolf mit drei Batterien im Bereich Gebersdorf das Lager Wallensteins ohne großen Erfolg beschießen. Auch ein anschließender Infanterieangriff scheiterte. Der Angriff startete um 17 Uhr vom Flussufer auf Höhe der heutigen Fernabrücke (nahe dem Busknotenpunkt „Fürth-Süd“) und richtete sich gegen ein geländeseitig hervorragend gelegenes Schanzwerk. Gustav Adolf brach ihn gegen 22 Uhr ab und marschierte entlang der heutigen Schwabacher Straße nach Fürth, baute wohl eine oder mehrere Behelfsbrücken (vermutlich zwischen heutiger Max- und Siebenbogenbrücke, also im Bereich der Uferpromenade), setzte bei Nacht über die Rednitz und errichtete ein befestigtes Feldlager auf der Fürther Hardhöhe, das auch nach der Schlacht bis zum Abzug am 18. September kontinuierlich ausgebaut wurde. Der Lagerwall erstreckte sich von der Rednitz entlang der Hardstraße über den Kieselbühl bis (evtl.) nach Unterfarrnbach; auch der Ort Fürth selbst (die Ausdehnung umfasste damals in etwa das heutige Altstadtviertel um die Stadtkirche St. Michael) wurde historischen Karten zufolge von einem Wall umschlossen.
Wallenstein vermutete aufgrund dieser Nordwestbewegung fälschlich einen Umgehungsangriff aus dem Westen und brachte am 2. und in der Nacht zum 3. September einen Großteil seiner Truppen auf der westlichen Seite seines Lagers in Schlachtaufstellung (im Bereich Weiherhof bzw. am Westrand von Zirndorf).
Gustav Adolf suchte jedoch die offene Feldschlacht im Gebiet Heilstättensiedlung/Eschenau, eventuell wollte er auch von vorneherein – ganz klären lässt sich das nicht mehr – Wallensteins Lager im Bereich Alte Veste/Dambach bzw. an dessen Nordostseite angreifen.

## Die „Schlacht an der Alten Veste“ (schwedischer Angriff von Fürth)

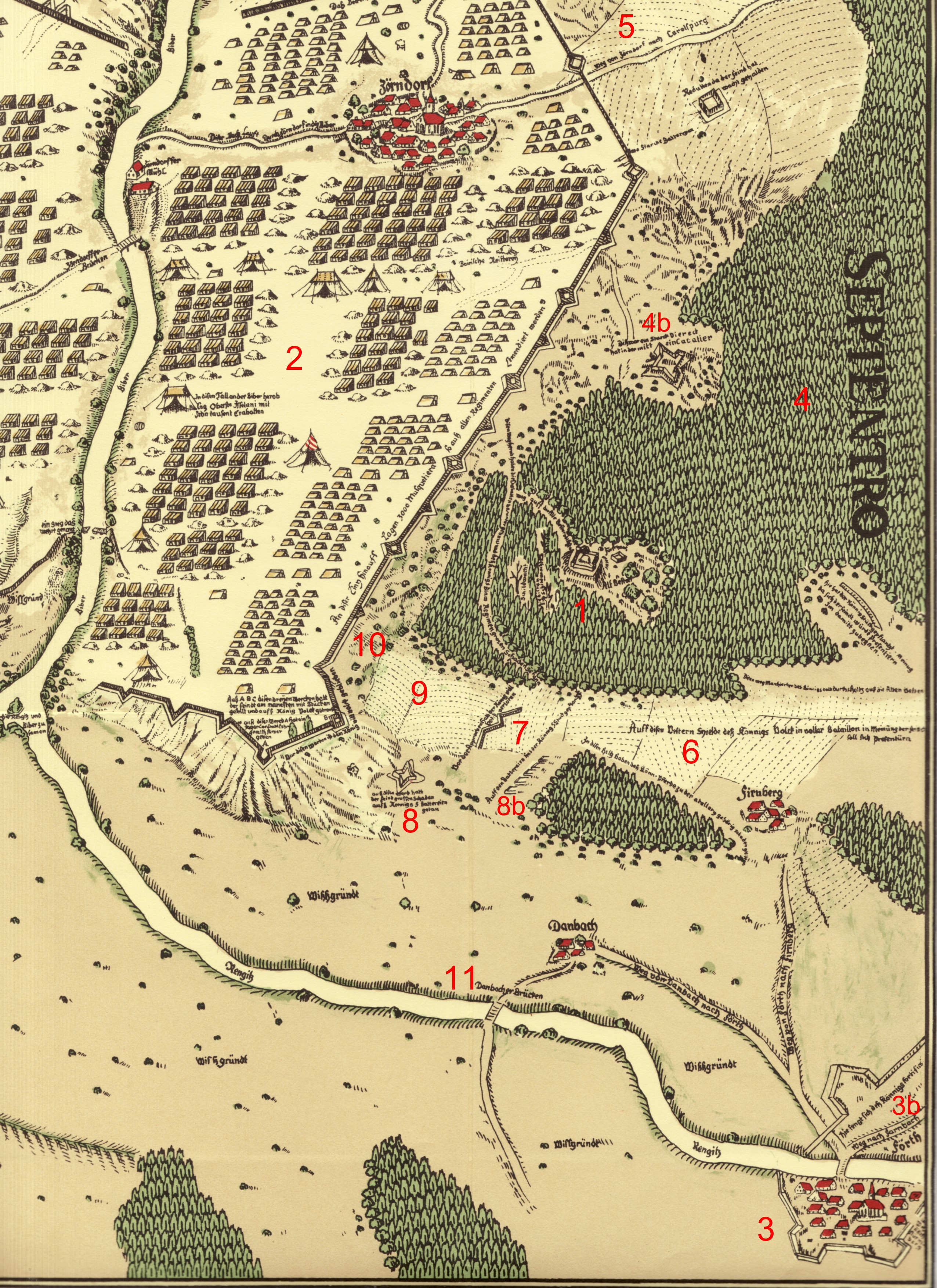
Ausschnitt aus dem Plan des Wallensteinschen Lagers von Hans und Paulus Trexel 1634 (Karte gewestet, Legende Alexander Mayer):
(1) Alte Veste.
(2) Westseite von Wallensteins Lager, oben Mitte Zirndorf.
(3) Fürth. (3b) Befestigungen von Fürth und Gustav Adolfs Lager.
(4) Rosenberg.
(4b) Die von schwedischen Truppen eingenommene Artillerieschanze am Rosenberg.
(5) Vermutlicher Aufstellungsbereich Wallensteins für die offene Feldschlacht.
(6) Aufstellungsbereich Gustav Adolfs für die offene Feldschlacht. „Firnberg“ ist das heutige Oberfürberg.
(7) Befestigungslinie Wallensteins an der heutigen Fuggerstraße.
(8) Sternschanze, deren kaiserliche Batterie sich mit Gustav Adolfs Batterie (8b) duellierte.
(9) Angriffsfeld von Gustav Adolfs linkem Flügel, Geländefalte auf der Linie der heutigen Grenzstraße/Hohlweg
(10) Bereich, in dem der linke schwedische Flügel die Lagerbefestigung erreichte.
(11) Dambacher Brücke.
Entsprechend der Beschriftung „Septentro“ (rechts, obere Bildhälfte) ist Norden rechts

Am frühen Morgen des 3. Septembers 1632 rückte die schwedische Armee von der Hardhöhe vor, nahm um 7 Uhr in drei Flügeln auf den Feldern vor dem heutigen Stadtwald zwischen Unterfürberg und Dambach die Schlachtaufstellung ein und begann um 9 Uhr auf einer Schlachtlinie von 2,7 Kilometern den Angriff. Den linken Flügel bei Dambach führte Gustav Adolf persönlich. Von Wallensteins Armee war jedoch zunächst nichts zu sehen, deswegen und aufgrund entsprechender Beobachtungen vermutete dieses Mal Gustav Adolf fälschlich, dass Wallenstein im Abzug begriffen sei. Das wollte man nutzen und eiligst in den vermeintlichen Abzug hineinstoßen, daher wurden die Schweden unvorsichtig. Einen Großteil der Reiterei schickte der König in Richtung Schwabach und Neumarkt, um Wallensteins Abzug zu stören, der in Wirklichkeit in voller Schlachtordnung auf der Westseite des Lagers (heutiger westlicher Ortsrand von Zirndorf) stand und dort auf die Schweden wartete. Gustav Adolf griff im Folgenden Wallensteins Lager an seiner – naturräumlich bedingt – stärksten Seite an, was Wallenstein zwar nicht erwartet hatte, aber auch Gustav Adolf selbst später als „Eselei“ charakterisierte.

### Rechter Flügel scheitert am Rosenberg
Die Schweden kämpften sich in ihrem rechten Flügel von der heutigen Eschenau über den Rosenberg hoch und nahmen eine (in Resten heute noch sichtbare) Artillerieschanze beim heutigen Zirndorfer Wasserbehälter ein, wo sie 250 Meter vor dem Lagerrand eigene Artilleriestellungen vorbereiteten. Es gelang jedoch nicht, schwere Geschütze über den Rosenberg zu bringen. Der Lagerrand wurde im Laufe des Nachmittags von Wallenstein mit 3000 Musketieren verstärkt und war dadurch ohne schwere Artillerie nicht zu nehmen.

### Zentrum bleibt vor der Alten Veste liegen
Das Zentrum und Teile des linken schwedischen Flügels – darunter ein schottisches Regiment – griffen erfolglos die außerhalb des Lagers gelegene, stark verschanzte und mit Artillerie bestückte Burgruine der Alten Veste an. Die um 1230 erbaute Alte Veste war 1388 von den Nürnbergern teilweise zerstört worden, da sie damals dem verfeindeten Nürnberger Burggrafen gehörte, war aber immer noch als Bastion brauchbar. Die 1632 angelegte Artillerierampe zur Burgruine ist erhalten und dient heute als Aufgang zum Aussichtsturm. Die Bewaldung war von Wallensteins Truppen zur Schaffung eines freien Schussfeldes entfernt worden, was entsprechenden Erfolg zeitigte, zudem brachten Flankenangriffe bayerischer Kavallerie und kroatischer Reiter den Angriff der Schweden zum Stehen, obwohl „mit großer furia“ angegriffen wurde. Zeitzeugen berichteten: „Berg und Wald ist nichts als Rauch und Dampf gewesen“.

### Linker Flügel erreicht Lagerbefestigung
Gustav Adolf suchte nun auf dem linken Flügel die Entscheidung. Die eigentliche Lagergrenze Wallensteins verlief entlang der Sonnenstraße (Zirndorf), um östlich der Verbindungsstraße nach Norden vorzuspringen. Davor lagen etwa auf der Linie Fuggerstraße eine vorgeschobene Verteidigungslinie sowie in deren Anschluss – oberhalb des heutigen Schnittpunktes Kellerweg/Südwesttangente – eine mit Artillerie bestückte Sternschanze. Reste sollen bis zum Bau der Autobahn bei der ehemaligen Gaststätte „Schuhs Keller“ noch vorhanden gewesen sein.
Gedeckt von einer Batterie an der heutigen Dambacher Erlöserkirche, griffen die Schweden unter Führung von Gustav Adolf diese Stellungen an. Bayerische Elite-Dragoner wehrten den Angriff ab, wurden aber wiederum von finnischen Panzerreitern zurückgedrängt, welche an der Dambacher Brücke bis dato bereitstanden. Weitere Flankenangriffe 500 Fuggerischer Kürassiere kamen ihrerseits in das Feuer 700 schwedischer Musketiere, wobei Oberst Jakob Graf Fugger (1606–1632) getroffen wurde. Gustav Adolf flößte ihm aus seiner Feldflasche noch Wein ein, bevor er verstarb. Die Finnen konnten die Vorfeldverteidigung an der Fuggerstraße und die Sternschanze nehmen und bereiteten den Angriff auf das eigentliche Lager vor. Wallenstein zog aber inzwischen immer weitere Truppen und Artillerie von seiner Schlachtaufstellung zurück in das Lager.
Der schwedische Generalangriff über das weitgehend heute noch freie Feld – etwa von der Linie Fuggerstraße-Kanal ausgehend hoch zur Sonnenstraße – begann erst am Spätnachmittag, die Angriffsrichtung entsprach dem Verlauf der heutigen Verbindungsstraße West den Hügel hinauf. Der linke Teil blieb im Artilleriefeuer des vorgeschobenen Abschnittes der Lagerbefestigung liegen (letzterer südlich des Hohlweges zur Grenzstraße). Der rechte Teil westlich der Verbindungsstraße kam dagegen gut voran. Die Finnen erreichten den Lagerrand an der Sonnenstraße und eroberten mehrere Redouten. Die Lage wurde für Wallenstein kritisch, aber die Dämmerung verwehrte es den Finnen, weiter in das Lager einzubrechen. In der Nacht standen die Schweden bei strömendem Regen auf ihren erreichten Stellungen; Gustav Adolf übernachtete in einem Feldwagen bei der Dambacher Brücke, geschützt von den finnischen Panzerreitern.

## Abbruch der Schlacht
Da es im Dauerregen auch am Folgetag nicht gelang, schwere Geschütze über den Rosenberg zu schaffen und die Salpeter-Lunten der Musketen aufgrund der Luftfeuchtigkeit kaum mehr zündeten, brach Gustav Adolf die Schlacht vormittags am 4. September ab und führte die Truppen zurück in das Feldlager auf der Hardhöhe, ohne dabei von Wallenstein attackiert zu werden.
Die Verluste waren zwar im Vergleich zu anderen Schlachten des Dreißigjährigen Krieges gering und der Ausgang unentschieden, Gustav Adolf hatte jedoch einen Prestigeverlust erlitten. 1200 Gefallene und 200 Verletzte gab es auf schwedischer Seite, und unter den Gefallenen waren überproportional viele Offiziere; der wichtige schwedische Feldherr Lennart Torstensson fiel für fast ein Jahr als Kriegsgefangener aus. Die Kaiserliche Armee beklagte circa 300 Tote und 700 Verwundete. Da die Schweden nichts erreicht und ihren Nimbus der Unbesiegbarkeit verloren hatten, war die Schlacht ein Punktsieg für Wallenstein.
Beide Armeen waren angeschlagen, nicht in erster Linie durch die Kampfhandlungen, sondern durch Krankheit (anscheinend Ruhr) und Versorgungsschwierigkeiten. Zahlreiche Soldaten desertierten, Tausende von Pferden verendeten.

## Abzug und Verwüstungen
Gustav Adolf ließ vor dem Abzug seiner Truppen am 18. September seine Armee in Dambach vor Wallensteins Lager noch einmal in Schlachtordnung antreten. Dabei handelte es sich um eine dem Gegner Respekt bekundende vornehme Geste, die von Wallenstein auch so verstanden wurde. Am 23. September verließen auch Wallensteins Truppen ihr Lager und zerstörten im Verlauf ihres Abzugs viele Dörfer rund um Nürnberg. Am 23. September 1632 notierte der Pfarrer von Vach: „An diesem Tag hat der Feind Poppenreuth, Fürth und sein Lager um die Alten Vesten in Brand gesteckt …“, am 26. September stellte er in Fürth fest „… wie beede Brucken doselsbt gantz obgebrannd und ins Wasser gefallen sein …“. Damit gab es keine Brücken mehr, nur noch die für Fürth namensgebende Furt.
Gustav Adolf kam nochmals am 28. September zurück, „… um das Lager des Feindes zu inspizieren, dazu die unglückselige Burg auf dem alten Hügel, wo so viele tapfere Burschen ihr Leben verloren hatten …“, und soll auf der Alten Veste an einem später Schwedentisch genannten runden Stein gefrühstückt haben, der wohl bei der Sprengung des ersten Aussichtsturmes 1945 zerstört wurde.
Am 16. November 1632 trafen die beiden Feldherren in der Schlacht von Lützen ein letztes Mal aufeinander; Gustav Adolf ließ hier sein Leben. Wallenstein wurde am 25. Februar 1634 in Eger ermordet.
1632/33 kam es im von Flüchtlingen überfüllten Nürnberg zu einer Pestepidemie (15.700 Tote) und zu einem allgemeinen Massensterben, dem über 35.000 Menschen zum Opfer fielen. Fürth wurde am 18. September 1634 nach der schwedischen Niederlage in der Schlacht von Nördlingen von Kroaten im kaiserlichen Dienst eingeäschert.

## Wirkung
Obgleich Nürnberg unangegriffen blieb und der König unverfolgt an die Donau zurückkehrte, so lag doch in der Schlacht ein wichtiges Moment. Man sah, dass Gustav Adolf keineswegs unbesiegbar und die wiedererstandene kaiserliche Macht ihm vollkommen gewachsen war. Wallenstein erschien als ebenbürtiger Gegner.
Wallenstein fühlte sich glorreich, dass er den mit aller seiner Macht andringenden König zurückgeworfen hatte. „Wie habe der sich da die Hörner abgelaufen: er werde nun nicht mehr als unüberwindlich gelten können und bei seinen eigenen Leuten an Achtung verlieren“.